# Nelson Enríquez
Nelson Iván Enríquez Ormeño (* 17. Oktober 1961 in Concepción) ist ein ehemaliger chilenischer Fußballspieler. Der Mittelfeldspieler absolvierte sechs Länderspiele für die Nationalmannschaft Chiles.

## Karriere

### Vereine
Nelson Enríquez begann seine Profikarriere 1983 beim CD Huachipato und war bis zu seinem Abgang 1988 Stammspieler. Nach seiner kurzen Zeit beim CD Cobreloa, für das er allerdings kein Ligaspiel bestritt, wechselte er zu Deportes La Serena, wo er Nationalspieler wurde. Nach weiteren einjährigen Stationen bei Unión Española und Everton schloss sich der Mittelfeldspieler 1993 Deportes Temuco an, wo er bis zu seinem Karriereende 1996 blieb. In seiner Laufbahn absolvierte Enríquez insgesamt 386 Ligaspiele und erzielte 35 Tore.

### Nationalmannschaft
In der Nationalmannschaft Chiles debütierte Nelson Enríquez im Mai 1988 beim Sir Stanley Matthews Cup gegen Griechenland. Insgesamt absolvierte der Mittelfeldspieler sechs Länderspiele, allerdings kein Pflichtspiel. Zuletzt lief Enríquez bei der Copa Boquerón im September 1988 gegen Ecuador auf.
Zuvor gewann Enríquez mit der B-Nationalmannschaft die Silbermedaille bei den Panamerikanischen Spielen 1987.

## Erfolge
Chile B
- Silbermedaille Panamerikanische  Spiele 1987